# Salmo labrax
Salmo labrax és una espècie de peix de la família dels salmònids i de l'ordre dels salmoniformes.

## Morfologia
Els mascles poden assolir 110 cm de longitud total.

## Reproducció
Té lloc entre octubre i gener.

## Hàbitat
Viu en zones d'aigües dolces, salobres i marines de clima temperat.

## Distribució geogràfica
Es troba a la mar Negra, el Mar d'Azov (costes de Crimea), les costes de Bulgària, el delta del Danubi i la costa meridional de l'Àsia Menor.

## Costums
Entra als rius de la costa de la mar Negra a finals del mes d'abril i principis de maig.